# Reglamento Constitucional Provisorio de 1812
El Reglamento Constitucional Provisorio de 1812 fue el texto constitucional que rigió en Chile entre 1812 y 1814. Fue promulgado por José Miguel Carrera y elaborado con una importante participación del cónsul estadounidense Robert Poinsett y del chuquisaqueño Jaime Zudañez. Fue ratificado mediante un plebiscito realizado en Santiago entre el 27 y el 30 de octubre. Constaba de 27 artículos, más un preámbulo.
El reglamento estableció Chile como una monarquía constitucional, con Fernando VII como su rey nominal, pero cortó todo otro lazo con las autoridades peninsulares, y configuró un poder ejecutivo que gobernaría a nombre del rey con completa autonomía.Es considerado como el primer texto oficial que manifestaba una velada declaración de independencia. El Reglamento incluye conceptos políticos modernos como soberanía nacional, régimen representativo, división de poderes públicos y garantías individuales, entre otros elementos.

## Historia
Después del segundo golpe de Estado de José Miguel Carrera y el consecuente conflicto entre las ciudades de Santiago y Concepción, Carrera logró imponerse e impulsó el sentido revolucionario de las reformas iniciadas en 1810. Sin embargo, las élites de ambas ciudades desconfiaban de sus pretensiones caudillistas, de manera que la ciudadanía le exigió a Carrera una constitución sancionada por el pueblo soberano, para poner fin a cualquier intento de instaurar en el país el despotismo y la arbitrariedad.
Para tal efecto fue elegida una comisión, compuesta por Francisco Antonio Pérez, Jaime Zudáñez, Manuel de Salas, Hipólito de Villegas, Antonio José de Irisarri, Francisco de la Lastra y Camilo Henríquez, para redactar un reglamento constitucional de carácter provisional, mientras se estabilizaba la situación del país y se daban las condiciones para convocar a un Congreso con el fin de que redactara una constitución definitiva.Para agilizar la labor de la comisión, se trabajó sobre la base de dos anteproyectos: uno redactado por el cónsul de los Estados Unidos, Joel Roberts Poinsett, y el otro por Agustín Vial, entonces Secretario de Gobierno de la Junta de Gobierno.

### Fin del Reglamento
Con el desembarco de las fuerzas absolutistas en marzo de 1813 y el inicio de la campaña militar entre el ejército realista y el del gobierno, aumentó progresivamente el anhelo de la emancipación completa.Por decreto del 15 de junio se suprimió el uso de la bandera española en los regimientos militares, y asimismo la Junta dejó de incluir el nombre del rey en el encabezamiento de sus decretos (fue reemplazado por la frase «la Junta [...] representante de la soberanía nacional»). Sin embargo, un bando del gobierno de septiembre de 1814 (que declara a Mariano Osorio y a sus seguidores traidores al Rey y a la patria) deja constatar que en esa fecha el enemigo de los revolucionarios era el virrey José Fernando de Abascal, y que José Miguel Carrera no estaba en condiciones de desvincularse de la figura de Fernando VII, al menos de manera pública.
El 7 de marzo de 1814, tres días después de la captura de Talca por las fuerzas realistas, se reunió un cabildo abierto en Santiago que acordó entregar todo el poder ejecutivo a una sola persona. Antonio José de Irisarri asumió ese día como director supremo interino, a la espera de la llegada del titular Francisco de la Lastra, quien asumió el día 14. El 17 de marzo, se promulgó el Reglamento para el Gobierno Provisorio, que entregaba un marco legal al nuevo director supremo, lo que terminó definitivamente con la vigencia del Reglamento Constitucional.

## Contenido

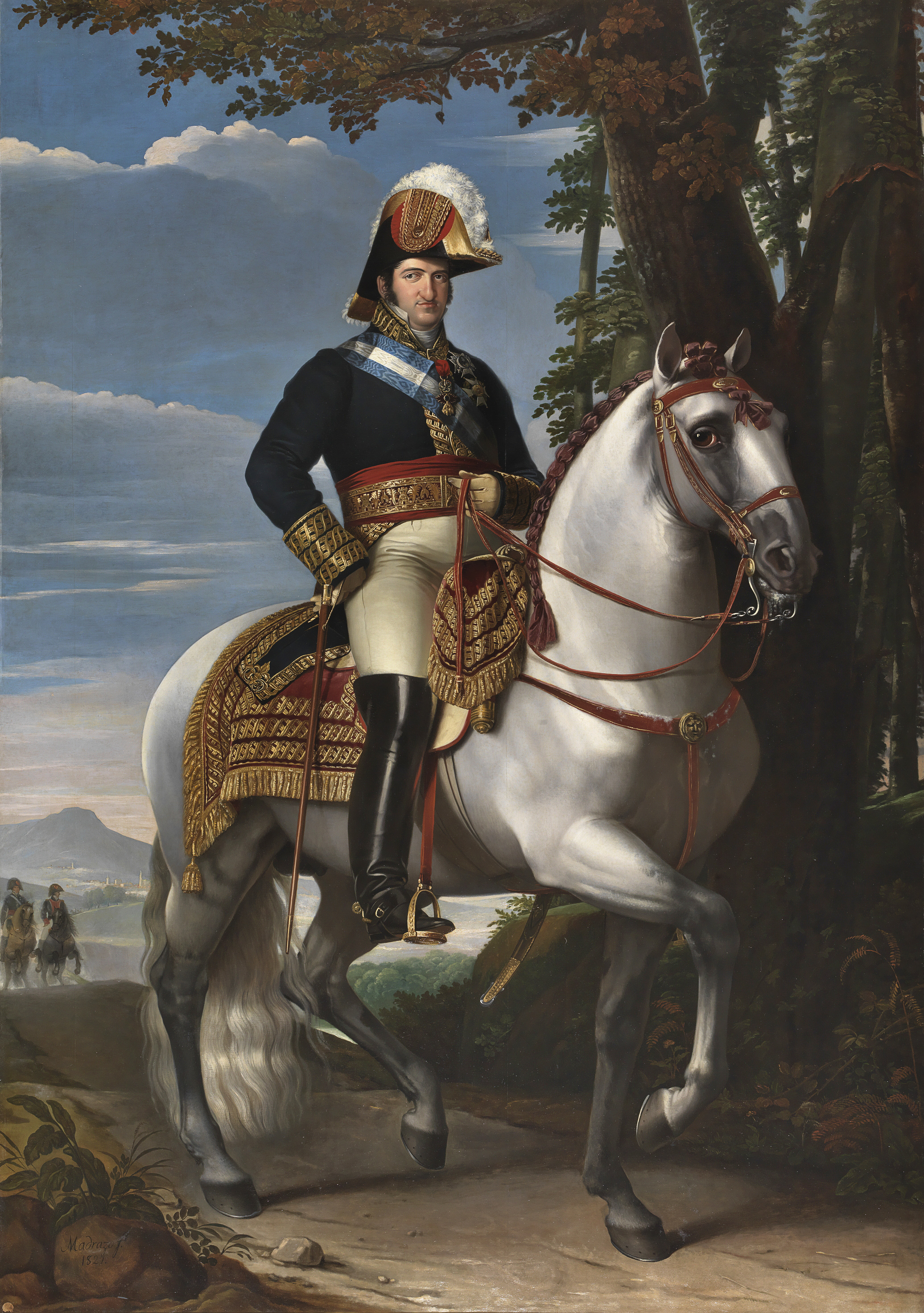
Fernando VII, rey titular de Chile.

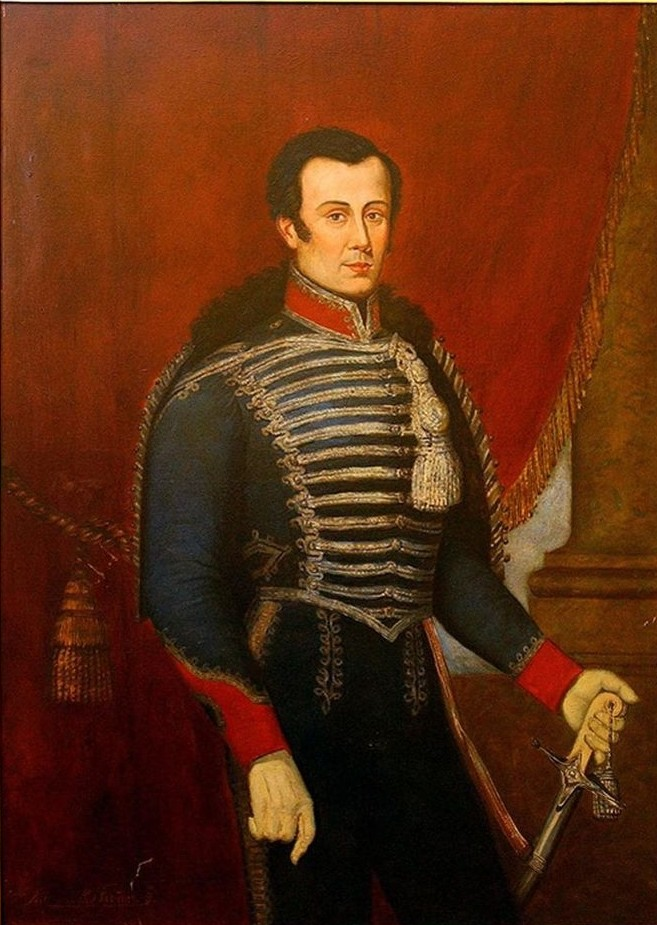
José Miguel Carrera, presidente de la Junta.

El reglamento, según la visión clásica de separación de poderes, establecía una monarquía constitucional con un poder ejecutivo (la Junta Superior Gubernativa que gobernaría a nombre del rey), un poder legislativo (el Senado) y un poder judicial (los tribunales de justicia).
Este texto plasma las ideas de los llamados "exaltados"  liderados por Carrera y son el primer indicio de un movimiento emancipador, contrario a aquellos que creían en un gobierno provisional hasta la restauración monárquica. Al comienzo del texto se presenta una fuerte crítica al gobierno colonial:

Los desgraciados sucesos de la nación española [...] obligaron a sus provincias a precaverse de la general ruina a que las conducían las caducas autoridades emanadas del antiguo corrompido gobierno.
Chile, con igual derecho y necesidad mayor, imitó una conducta cuya prudencia ha manifestado el atroz abuso que han hecho en la Península y en la América los depositarios del poder y la confianza del soberano [...]
Preámbulo

En el artículo 3º se vuelve a referir a la fidelidad del país al reinado de Fernando VII de España, al expresar que "Su Rey es Fernando VII [...] A su nombre gobernará la Junta Superior Gubernativa establecida en la capital". Sin embargo, el artículo 5º establecía la supremacía de las autoridades nacionales y proclamaba que ningún otro estado extranjero podría interferir en los asuntos del país, lo que supone una encubierta declaración de independencia: "Ningún decreto, providencia u orden, que emane de cualquier autoridad o tribunales de fuera del territorio de Chile, tendrá efecto alguno; y los que intentaren darles valor, serán castigados como reos del Estado". Esto es interpretado como una declaración de independencia implícita, a pesar de que la ruptura formal con España se produciría años después, en 1818.
Es importante destacar que el Reglamento de 1812 consagra expresamente la igualdad de derechos, la seguridad personal así como de sus casas, efectos y papeles, el derecho de asilo, la libre circulación de personas y bienes, la prohibición de ser condenado sin un proceso y sin sentencia que se ajuste a la ley, prohíbe la incomunicación de las personas y establece normas sobre prisiones. También, se consagra la libertad de imprenta.

### Junta Gubernativa
Una Junta Superior Gubernativa tendría a su cargo el gobierno interior y las relaciones exteriores. Estaría compuesta de tres miembros, cuyo mandato duraría tres años, renovándose uno al final de cada año. Dichos miembros se turnarían en la presidencia de la junta por cuatrimestres, y no podían ser reelegidos  hasta pasados los tres años.
La primera junta constituida tras la sanción del reglamento asumió el 3 de noviembre de 1812. Tenía como presidente a Pedro José Prado Jaraquemada, mientras que José Miguel Carrera y José Santiago Portales eran sus otros dos vocales.

### Senado
El reglamento estableció un Senado, como única cámara legislativa, compuesto de siete miembros: dos en representación de cada una de las provincias de Concepción y Coquimbo y tres en representación de la de Santiago.
La primera sesión del Senado tuvo lugar el 1 de noviembre de 1812.